# بول بواتينج
بول ياو بواتينج، البارون بواتينج (مواليد 14 يونيو 1951) سياسي ينتمي إلى حزب العمال البريطاني، وكان عضوًا في البرلمان ممثلًا عن برنت ساوث من 1987 إلى 2005، وأصبح أول وزير أسود في مجلس وزراء المملكة المتحدة في مايو 2002، عندما عين أمينًا عامًا للخزانة. بعد مغادرته مجلس العموم، شغل منصب المفوض السامي البريطاني في جنوب إفريقيا من مارس 2005 إلى مايو 2009. قدم بصفته عضوًا في مجلس اللوردات في 1 يوليو 2010.

## بداية حياته
ولد بواتينج في حي هكني في لندن، وله أصول غانية واسكتلندية مختلطة. انتقلت عائلته في وقت لاحق إلى غانا عندما كان في الرابعة من عمره. كان والده كواكو بواتينج محاميًا ووزيرًا في مجلس الوزراء خلال حقبة كوامي نكروما. ارتاد بواتينج لاحقًا مدرسة غانا الدولية وأكاديمية أكرا، وهي مدرسة ثانوية في غانا، وانتهت حياته هناك بشكل مفاجئ بعد أن أدخل والده السجن عام 1966 في أعقاب انقلاب عسكري أطاح بالحكومة الغانية. سُجن والده دون محاكمة لمدة أربع سنوات. هرب بواتينج، الذي كان يبلغ من العمر 15 عامًا حينها، مع شقيقته روزماري ووالدتهما إلى المملكة المتحدة.
استقروا في هيميل هيمبستيد، حيث التحق بمدرسة أبسلي جرامر الثانوية. درس القانون في جامعة بريستول وبدأ حياته المهنية في مجال الحقوق المدنية، عمل في البداية كاتب عدل، وأعاد تدريبه لاحقًا للعمل محاميًا في المحاكم العليا. عمل بشكل رئيس على القضايا الاجتماعية خصوصا الشكاوى المتعلقة بحقوق المرأة والإسكان والشرطة بإشراف من مدافع الحقوق المدنية الشهير بنديكت بيرنبيرغ، كما عمل في تلك الفترة من عام 1977 إلى عام 1981 مستشارًا قانونيًا لحملة «سكراب سوس». كان بواتينج أيضًا عضوًا تنفيذيًا في المجلس الوطني للحريات المدنية، ومثل شيري جروس، وهي أم لستة أطفال أصيبت برصاص ضابط شرطة أثناء مداهمة منزلها بحثًا عن ابنها. أصبح شريكًا في شركة بي. إم. بيرنبرغ وشركاؤه.

## مسيرته السياسية
في عام 1981، انتخب بواتينج لتمثيل والتهامستو في مجلس لندن الكبرى، الذي أصبح كين ليفينغستون رئيسًا له بعد فترة وجيزة من الانتخابات. بصفته رئيسًا للجنة الشرطة في المجلس، ونائبًا لرئيس لجنة الأقليات العرقية، فقد دعا بواتينج إلى تعزيز قضية المساءلة لدى شرطة العاصمة، وتحدث حول العنصرية في تعاملاتهم مع مجتمعات السود والآسيويين.

### عضوًا في البرلمان
ترشح لتمثيل هيرتفوردشاير ويست (التي تضم مسقط رأسه السابق هيميل هيمبستيد) في البرلمان في الانتخابات العامة عام 1983، لكنه لم ينجح. انتخب في الانتخابات العامة عام 1987، وأصبح نائبًا برلمانيًا ممثلًا لبيرنت الجنوبية خلفًا للورانس بافيت، كما أنه كان واحدًا من بين ثلاثة نواب سود في البرلمان البريطاني في ذلك الوقت، إذ انتخب إلى جانب بيرني غرانت، ودياني أبوت، وكذلك كيث فاز، النائب البريطاني الأول الذي تعود أصوله إلى جنوب آسيا. صرح بواتينج خلال خطاب فوزه: «لا يمكننا أبدًا أن نتحرر في بيرنت الجنوبية حتى تتحرر جنوب إفريقيا أيضًا». ثم أتبع: «اليوم بيرنت الجنوبية، وغدًا سويتو!».
مثل العديد من أعضاء جناح حزب العمال اليساري في ثمانينيات القرن العشرين، أصبح أكثر اعتدالًا خلال قيادة نيل كينوك، الذي جعله المتحدث الرسمي باسم وزارة الخزانة في عام 1989، ما جعله أول شخص أسود ينضم إلى المقاعد الأمامية ناطقًا باسم الحزب. شمل منصبه الاقتصاد والاستراتيجيات الصناعية ومسؤولية الشركات. في عام 1992، أصبح وزيرًا للظل في وزارة السيد المستشار، وظل يشغل هذا المنصب حتى الانتخابات العامة عام 1997، وكان من أشد المدافعين عن زيادة الخدمات القانونية المجانية بين الشركات القانونية في المملكة المتحدة.